# Syncthing
Syncthing — приложение, позволяющее синхронизировать файлы между несколькими устройствами. Присутствует поддержка сохранения последовательных версий файла по нескольким алгоритмам, включая пользовательский, что позволяет использовать Syncthing также для целей резервного копирования, хотя это и не рекомендуется. Приложение и протокол публикуются под открытой лицензией.
Syncthing может работать в локальной сети и сети интернет, передача всех данных происходит по защищенным каналам TLS с использованием протокола обмена ключами с совершенной прямой секретностью, чтобы исключить возможность прослушивания. Синхронизация происходит по дате изменения файла, есть поддержка синхронизации на уровне блоков, то есть при небольших изменениях в файле будут синхронизированы только изменившиеся блоки, а не весь файл.

## Описание приложения
Syncthing заменяет распространённые закрытые сервисы облачного хранения и синхронизации файлов чем-то более открытым, заслуживающим доверия и децентрализованным. Ваши данные — только ваши и вы заслуживаете выбирать, где они хранятся, доступны ли они третьей стороне и как именно они пересылаются через Интернет.
Оригинальный текст (англ.)Syncthing replaces proprietary sync and cloud services with something open, trustworthy and decentralized. Your data is your data alone and you deserve to choose where it is stored, if it is shared with some third party and how it's transmitted over the Internet.
— https://syncthing.net

- Надёжно, безопасно и конфиденциально
  - Конфиденциальность. Никакая часть ваших данных никогда не хранится нигде, кроме ваших компьютеров. Не существует центрального сервера, доступ к которому может быть получен (легально или нелегально).
  - Шифрование. Все коммуникации защищены протоколом TLS. Использованный механизм шифрования включает совершенную прямую секретность, исключающую возможность доступа к вашим данным даже при получении доступа к ключу шифрования сеанса.
  - Аутентификация. Каждое устройство идентифицируется по стойкому криптографическому сертификату. Только устройства, допущенные явным образом, могут подключиться к вашему кластеру.

- Открытая разработка
  - Открытое обсуждение. Разработка и использование всегда открыты для предложений.
  - Открытый программный код. Весь программный код доступен на GitHub.
  - Открытый протокол. Протокол является документированным стандартом — никакой скрытой магии.
  - Открытая разработка. Все программные ошибки немедленно видны всем желающим — никаких скрытых уязвимостей.

- Простота использования.

Syncthing всё ещё в разработке, тем не менее, большой объём функций уже реализован:
- Веб-интерфейс. Настройка и мониторинг Syncthing возможны через динамичный и мощный интерфейс, доступный через веб-браузер.
- Портируемый код. Приложение работает на Mac OS X, Windows, Linux, FreeBSD и Solaris. Его можно запустить на рабочих компьютерах и использовать для синхронизации с сервером для резервного копирования.
- Простота. Syncthing не требует IP-адресов или продвинутого конфигурирования: он просто работает, через локальную сеть или Интернет. Каждое устройство идентифицируется по ID. Просто дайте ID вашим друзьям, предоставьте доступ к папке и наблюдайте: UPnP сделает всё необходимое, если вы не хотите настраивать перенаправление портов или не знаете, как.
- Мощный. Синхронизируйте столько папок, сколько вам нужно с различными людьми.

— https://syncthing.net

## Запланированная функциональность
- Использование протокола UDP для оптимизации передачи данных и решения проблемы NAT.[10]
- Поддержка протоколов NATPMP[англ.] и PCP[англ.].[11]
- Поддержка недоверяемых устройств с шифрованием (устройство не имеет доступа к содержимому файлов).[12]

## Технология
Для обмена данными между устройствами Syncthing использует специально разработанный Block Exchange Protocol (протокол обмена блоками). Протокол используется между двумя или более узлами сети, которые образуют кластер.
Каждый узел имеет один или несколько репозиториев файлов, описанных локальной моделью, которая содержит метаданные и хэши блоков.
Локальная модель распространяется между всеми узлами в кластере.
Объединение всех локальных моделей формирует глобальную модель, включающую в себя наиболее изменённые версии файлов.
Каждый узел стремится синхронизировать локальное хранилище с глобальной моделью, запрашивая у других узлов в кластере отсутствующие или обновившиеся блоки.
Для обнаружения устройствами друг друга используется также собственный Device Discovery Protocol v2.
Syncthing не использует P2P-сеть для обнаружения устройств или для решения проблемы NAT-роутеров, но все соединения между устройствами происходят непосредственно по принципу точка-точка. Для глобального обнаружения используется один или несколько специализированных discovery-серверов, для локального — широковещательный домен.
Возможно соединение непосредственно по IP-адресу или DNS-имени без использования обнаружения вообще, это вариант также является более безопасным (открытый ключ в паре с адресом не попадают в общий, в той или иной степени, доступ).
Также возможно использование собственного discovery-сервера.

## История
Syncthing был разработан в качестве альтернативы приложениям для как централизованной (например, Dropbox), так и распределённой синхронизации файлов, таким, как BitTorrent Sync.
Целью проекта было устранение основных недостатков имеющихся решений (проблемы безопасности, отсутствие открытой лицензии на протокол и ПО, и пр.). И, хотя самим автором проект никогда не позиционировался как открытая замена BitTorrent Sync, многие восприняли его именно в этом качестве.

### Хронология основных событий проекта
- 2013-12-15 — перемещение проекта на GitHub
- 2013-12-22 — выход первой версии (v0.1)
- 2013-03-24 — выбор в качестве лицензии MIT
- 2014-09-29 — смена лицензии на GPL 3.0[19]
- 2014-10-02 — проект переименован в Pulse.[20]
- 2014-11-17 — создатель и ведущий разработчик проекта Джейкоб Борг отменил решение о переименовании проекта Syncthing в Pulse и прекратил сотрудничество ind.ie по причине категорического несогласия с некоторыми радикальными требованиями нового партнёра касательно приватности в проекте в частности и управления проектом в целом.[21]
- 2015-03-07 — смена лицензии на MPL 2.0

## Дочерние проекты
- Syncthing Core[22] — официальный пакет от Syncthing, работающий через CLI и Web UI.
- SyncTrayzor[23] — GUI-приложение, работает только на Windows (на данный момент не поддерживается).
- Syncthing Tray[24] — кроссплатформенное GUI-приложение с открытым исходным кодом.
- Syncthing-GTK[25] — кроссплатформенное GUI-приложение, поддерживающее также отслеживание события ОС об изменении файла — непосредственная реакция на изменение файла вместо регулярного (по умолчанию 60 секунд) сканирования файлов на изменения у классической версии Syncthing.
- syncthing-android[26] — версия для Android. Возможная установка через Google Play или F-Droid.
- Syncthing-inotify[27] — приложение командной строки для реализации поддержки отслеживания события ОС об изменении файла. Поддерживается тот же набор ОС, что и у Syncthing.
- QSyncthingTray[28] — кроссплатформенное стороннее приложение, не содержит пакета Syncthing, это только GUI-оболочка для Syncthing.(потеряло актуальность так как с версии 14.40 эта функциональность добавлена в ядро Syncthing)